# Bob Gardiner (Animator)
James Robbins „Bob“ Gardiner (* 19. März 1951 in Torrance; † 21. April 2005 in Grass Valley, Kalifornien) war ein US-amerikanischer Animator.

## Leben
Gardiner wuchs als eines von sechs Geschwistern in Südkalifornien und Reno, Nevada auf. Er besuchte das California College of the Arts in Oakland. Er lebte zehn Jahre lang in Oregon und zog 1991 nach Grass Valley, wo er 2005 verstarb und beigesetzt wurde. Aus einer Beziehung mit Kara Evenson stammen zwei Töchter.
Gardiner war vielfältig aktiv: Als Knetanimator schuf er Werbefilme und 1974 mit Will Vinton den Kurzfilm Closed Mondays, für den er mit einem Oscar ausgezeichnet wurde. Da er für seine Animation statt Knetmasse Plastilin verwendete, bezeichnete er seine Filme als „sculptimations“. Gardiner trat auch als Musiker auf und schrieb mit Mason Williams Sketche für zwei Fernsehsendungen der Smothers Brothers. Zudem war er als Maler tätig. Gardiner nahm sich 2005 das Leben.

## Filmografie
- 1974: Closed Mondays
- 1976: Mountain Music

## Auszeichnungen
- 1975: Oscar, Bester animierter Kurzfilm, für Closed Mondays